# 盐碱地
盐碱地，又称卤地，指的是那些盐分含量高，pH大于8.5，难以生长植物尤其是农作物的土壤。根据所含盐分和碱分的多少，还可进一步分为轻度（0.1%～0.25%）、中度（0.25%～0.5%）、重度盐碱地（0.5%～0.6%）。
据联合国粮农组织统计, 全世界约有10亿公顷盐碱地, 占所有耕地面积的7%。 这为传统农业进一步发展带来了挑战。经过多年探索，目前盐碱地治理利用主要有两大技术路线：从“改土”入手的“以地适种”和从“改种”入手的“以种适地”。改良措施则可分为工程措施、农艺措施、化学措施和生物措施。

## 成因
盐碱地的形成往往是多方面共同作用的结果。土壤本身如果含有较多的矿物质，这些矿物质风化后便容易成为盐碱聚集的来源。地下水作用也很大，地下水中总是带有盐分。当地下水水位较高而该地区较为干旱时，地下水会因为毛细现象的作用而蒸发，盐分便残留在土壤之中，如果得不到足够的水分补充，该地区的土壤便会成为盐碱地。 如果土壤为壤质成分，地下水上升的更快，高度更高。砂质土和粘土则比较缓慢。在夏季降雨较多的地区，大量的降水会将盐分冲入深层土壤或是流入地表逕流。这时会出现季节性的脱盐。土壤表层积聚过多盐碱成分，会对农作物的根直接产生毒害，并提高土壤溶液的浓度，使作物吸收不到所需的水分、有机质和养分。 如果土壤位于地下水位相对较高的低洼地区，也会导致周围的含盐地下水向该处聚集而盐碱化。人力影响同样可以造成土壤盐碱化，比如在采用漫灌的农产区，地下水位的上升会造成盐碱化。这一过程称为次生盐渍化。地表植被的减少会使水分蒸发率上升，也容易产生土地盐碱化，因此过度砍伐、过度放牧也是造成次生盐渍化的诱因。

## 改良与利用

### 施用有机肥料及种植耐盐碱植物
增加使用含有氨、尿素或硫的氮肥及酸性肥料，以及有机肥料如绿肥或堆肥，从长远来看对于减少盐碱地的碱性有着很大益处。
虽然也有一部分植物乃至药用植物能在盐碱地中生长，然而将大面积盐碱地改造为中性土壤对人类的益处更大，此类研究也进行的很广泛。主要改良方向是种植植物带走盐分，改良灌溉手段减少地下水蒸发等。可以采用的措施包括种植耐盐植物（如盐地碱蓬、榆钱菠菜、盐角草等），提高盐碱地的植被覆盖率，改良灌溉手段杜绝漫灌，引入水源冲洗盐碱地使可溶性盐溶解下渗，平整土地以利于水流下渗、洗盐， 建立排水沟降低地下水水位。此外也可采用化学方法，向土壤中施加石膏等物质也可有利于改善盐碱地。

### 利用盐碱地或盐碱水域养殖鱼类与水产品：“以渔降盐治碱”
1989年11月，李思忠、孙儒泳及姚鸿震三人在《中华工商时报》上共同发表文章，建言以挖池养鱼为龙头，与养畜和种植相结合的综合办法，来开垦改良盐碱荒地或洼地。他们建议用挖池起出土壤垫高的陆地种果树及庄稼，养鱼过程中鱼类排泄物或塘泥可作为改善盐碱地种植条件的有机肥料。如此改造治理后，多雨季节或洪水到来时鱼塘可以蓄水，并调解补充地下水源；塘内可以养鱼（养海鱼虾，或半咸水鱼，或淡水鱼）。在高地内还可建淡水蓄水池（雨季及洪期蓄淡水），供人畜食用。深水鱼塘不但能囤水压碱和调济农田旱季用水，还能对微气候起改善作用（如调节气温，美化环境等）。这样改造后，盐碱地就可能变成养鱼、人居和产果粮等的好地方。 山东省淡水水产研究所亦于1993年发表文章，提出“顺应性改碱”的生态改造方案：采取挖池抬田方法, 开展了池里养鱼、台田种植综合治理的试验。
大连海洋大学秦克静教授等2002年的一篇论文调查了中国北方内陆有鱼生存的21个盐水湖，pH 8.20～9.45，共见到鱼类74种。他们认为淡水鱼类对盐度及pH有很高的适应能力，如四大家鱼及鲤均可在pH 10.2的环境中至少短暂生存；但通常pH 9 ～ pH 9.5 对鱼类就有不良影响。 一般认为 pH 6.5～9 的水域比较适合池塘环境鱼类的繁衍和养殖。
1990年代以来中国水产科学研究院、中国科学院长春地理研究所、山东省淡水水产研究所等机构开展了盐碱地渔业开发研究；水产科学研究院东海水产研究所于2005年成立了盐碱地渔业工程技术研究中心。经过科研人员多年探索实践、试验示范，建立了“以渔治碱、改土造田、渔农并重、修复生态”的盐碱地渔农综合利用模式。其科学原理就是在盐碱地区开挖鱼塘，使地下水迅速汇集并形成水面，用于水产养殖。鱼塘周围地下水位明显下降，土壤盐分淋溶到鱼塘中，降低盐碱土中的pH值和盐度，抬高的土壤也可以防止地下水位抬升和土壤返盐，以改良土壤物理性状。同时养殖水产品所产生的有机质，如粪便、多余的饵料等可以作为肥料，在鱼塘边可种植大麦等多种耐盐碱和耐低盐碱植物，可有助实现生态修复。 近20多年来，在江苏、山东、河北、甘肃、宁夏、吉林、山西、河南等不同类型盐碱区域，开展了盐碱地渔农综合利用模式示范推广，取得显著效果。 利用盐碱水养殖海鲜技术被认为已经成熟，涵盖了各海鲜品种，包括虾、蟹、青蛤等无脊椎动物及鲈鱼、石斑鱼、罗非鱼等耐盐碱鱼类。 以渔降盐治碱，适用于重度及以上盐碱地，是中国北方沿黄灌区极有前景的盐碱地治理模式，既解决了盐碱水排放出路，发展了盐碱水渔业，又能实现盐碱地土壤持续脱盐熟化和高效利用，是把盐土农业与渔业生产相结合的盐碱地治理和利用模式。
中国农业农村部2019年起明确提出“加强盐碱水域资源开发利用，积极发展盐碱水养殖”，指出近年来通过盐碱地水产养殖技术的实施，在盐碱地水产养殖产量和经济效益产出上取得积极或突破性进展。 低洼盐碱地水产养殖的开发、渔业养殖场建设被农业农村部设定为2023至2030年重点实施任务之一。 盐碱地水产养殖被认为拓展了中国渔业发展空间，对推动盐碱地修复、扩大后备耕地资源具有重要的现实意义和长远的发展潜力，并被列为农业农村部进一步深化农村改革、推进乡村全面振兴工作部署实施意见的一部分。 粮农组织在最近的一份通讯中亦指出，碱性土地是水产养殖发展创新方法和扩大机会的一个领域。 盐碱地渔农综合生态种养模式借助水产养殖与盐碱地农田种植相结合，具有稳粮、促渔、提质、增效等特点，为盐碱地区水土一体化利用与生态修复、改良提供了新途径。